# Cầu Thalkirchen
Cầu Thalkirchen là một cầu đường ở miền Nam München, bắc ngang sông Isar và Isar-Werkkanal chạy song song theo. 
Cầu được xây vào năm 1904, và được tu bổ từ năm 1989 tới 1991. Đây là lần đầu tiên một kiến trúc giàn khối (Raumfachwerk) được dùng để xây cầu. Nó tựa trên các cột bằng bê tông. Giàn này làm bằng gỗ thông dán lại và được nối với nhau bằng các nút thép. Tổng cộng khoảng 520 m³ gỗ được dùng.
Cầu Thalkirchen được sách kỷ lục Guinness ghi vào năm 1994 là cầu gỗ dài nhất thế giới.
Phía Tây của cầu là trạm đường ngầm xe lửa U3 Thalkirchen (Tierpark). Phía Đông của cầu là cổng vào sở thú Hellabrunn.

## Sách báo
- Christine Rädlinger, Landeshauptstadt München, Baureferat (Hrsg.): Geschichte der Münchner Brücken. Verlag Franz Schiermeier, München 2008, ISBN 978-3-9811425-2-5.
- Richard J. Dietrich: Faszination Brücken. Callwey Verlag, München 1998/2001, ISBN 3-7667-1326-4.